# 帕差拉吉帝雅帕长公主
帕差拉吉帝雅帕公主殿下（1978年12月7日—），泰国公主、外交官，泰国國王拉瑪十世和宋诗哇丽唯一的女兒。現擔任檢察官，曾任泰國駐奧地利大使。
早年毕业于泰國國立法政大學法律专业，后在美国康奈尔大学攻读法律专业硕士及博士学位。之后在联合国供职。

## 健康問題
2022年12月14日傍晚，公主前往呵叻府考艾国家公园，參加該年度泰國皇家陸軍犬錦標賽，下午6時20分突然失去意識而昏倒，被直升機緊急送到巴沖那那醫院，後來轉往朱拉隆功國王紀念醫院。泰國王室表示公主的病情基本上穩定，冠狀動脈造影檢查正常，但心臟收縮狀況不理想，醫生提供藥物控制心跳，以設備支援心肺腎功能；英國記者馬歇爾表示昏倒後立刻實施心肺復甦術，至少1小時後仍沒有任何反應，引述醫生宣佈公主已腦死，以體外膜氧合維持生命，原先推測公主心臟病發，後來判斷公主腦動脈瘤破裂，造成蜘蛛膜下腔出血。
2023年1月7日晚，泰國王室宮務處表示，公主的心臟因為感染黴漿菌導致失去意識，醫生正在用藥物治療。

## 現任職業

### 法律
- 2017年10月1日－2021年2月3日：泰國總檢察長辦公室─第2區檢察官辦公室專家檢察官[8]

### 軍銜
- 2021年2月：泰國皇家陸軍皇家衛隊安全司令部參謀長（上將銜）[9]

## 图库

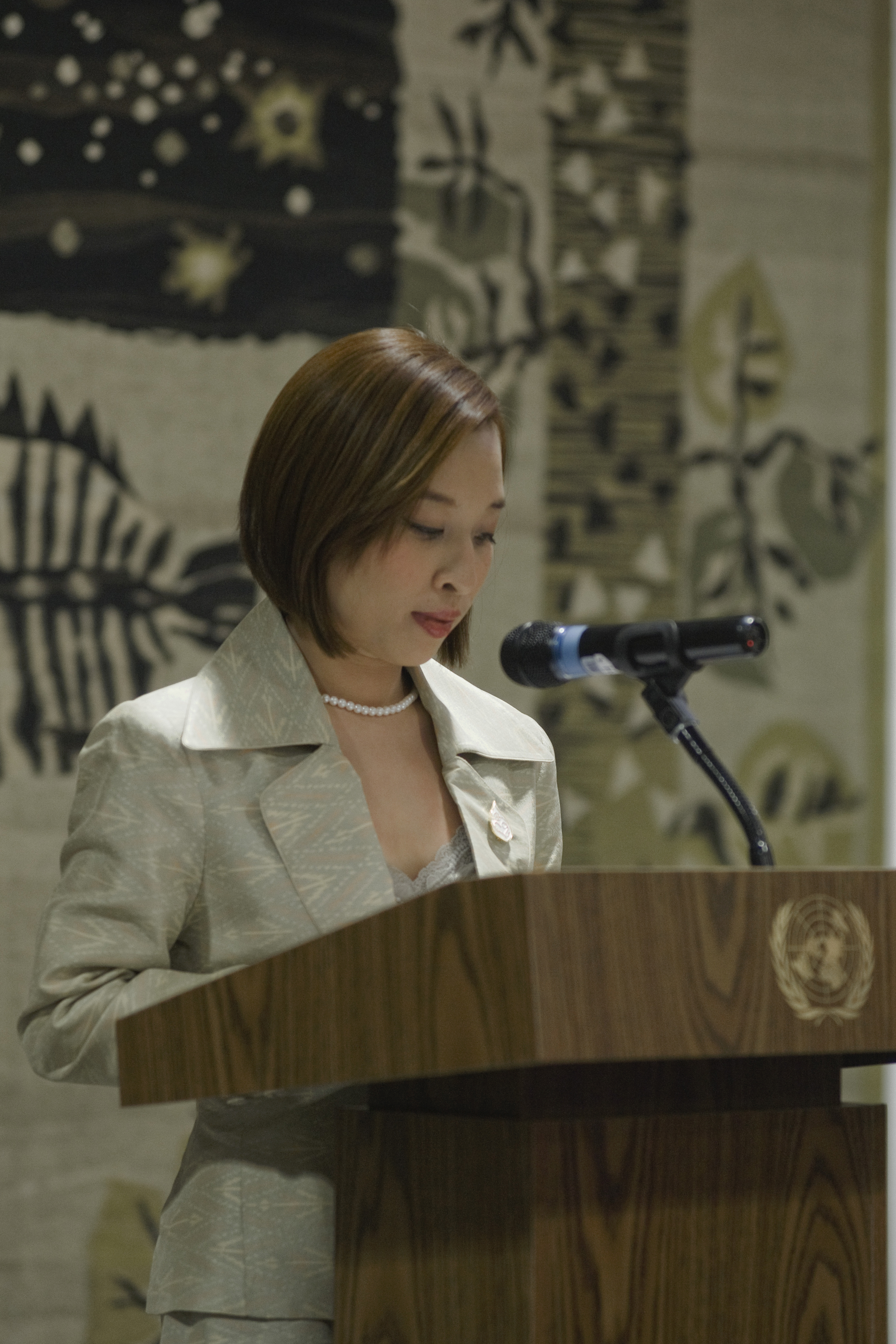
2010年
皇家标志[10]
旧皇家标志
旧皇家旗帜